# Tatiane Pacheco do Nascimento
Tatiane Pacheco do Nascimento, meglio nota come Tati (San Paolo, 16 ottobre 1990), è una cestista brasiliana.

## Carriera
Con il Brasile ha disputato i Giochi olimpici di Rio de Janeiro 2016, i Campionati mondiali del 2014 e tre edizioni dei Campionati americani (2013, 2017, 2019).